# Лаврик, Мирела
Елена Мирела Лаврик (рум. Elena Mirela Lavric; род. 17 февраля 1991, Армашоая, жудец Васлуй, Румыния) — румынская легкоатлетка, специализирующаяся в беге на 800 метров. Бронзовый призёр чемпионата мира в помещении 2016 года в эстафете 4×400 метров. Чемпионка Европы среди молодёжи (2013). Двукратная чемпионка мира среди юниоров (2008, 2010). Двукратная чемпионка Европы среди юниоров (2007, 2009). Чемпионка мира среди девушек до 18 лет (2007). Многократная чемпионка Румынии. Участница летних Олимпийских игр 2012 года.

## Биография
Тренируется под руководством Вьорики Пинтилие в клубе CSM Onești.
Высокие результаты начала показывать в раннем возрасте. В беге на 800 метров выиграла все значимые титулы в юниорских и юношеских соревнованиях. В 2007 году стала сильнейшей на чемпионате мира среди спортсменов до 18 лет и юниорском первенстве Европы. В 2008 году завоевала золотую медаль чемпионата мира среди юниоров с новым рекордом турнира — 2.00,06, а спустя два года стала двукратной победительницей данных соревнований.
За взрослую сборную страны дебютировала в 16 лет на чемпионате мира 2007 года, где выступила в предварительном забеге эстафеты 4×400 метров (румынки не смогли выйти в финал).
В 2012 году участвовала в Олимпийских играх в Лондоне. В беге на 800 метров вышла в полуфинал, где показала 12-е время и закончила борьбу за медали.
Завоевала три медали на чемпионате Европы среди молодёжи 2013 года: золото на дистанции 800 метров и два серебра — в беге на 400 метров и в эстафете. В том же сезоне одержала две победы на Играх франкоговорящих стран (800 м и эстафета 4×400 м).
В конце 2013 года оказалась в центре внимания СМИ в связи со ссорой со своим возлюбленным. В ходе выяснения отношений молодой человек грубо схватил её, и Мирела выпрыгнула из окна первого этажа, чтобы избежать насилия. В результате инцидента серьёзных физических травм удалось избежать.
На чемпионате Европы 2014 года бежала в финале, где финишировала на последнем восьмом месте.
В составе сборной Румынии завоевала бронзовую медаль в эстафете 4×400 метров на чемпионате мира в помещении 2016 года. 11 апреля 2016 года стало известно, что допинг-проба Лаврич, взятая на этом турнире, дала положительный результат на запрещённый мельдоний. Спортсменка была отстранена от участия в соревнованиях до завершения разбирательства.

## Основные результаты
| Год  | Турнир                                   | Место проведения       | Дисциплина       | Место       | Результат |
| ---- | ---------------------------------------- | ---------------------- | ---------------- | ----------- | --------- |
| 2007 | Чемпионат мира среди юношей              | Острава, Чехия         | 800 м            | 1-е         | 2.04,29   |
| 2007 | Чемпионат Европы среди юниоров           | Хенгело, Нидерланды    | 800 м            | 1-е         | 2.02,84   |
| 2007 | Чемпионат Европы среди юниоров           | Хенгело, Нидерланды    | эстафета 4×400 м | 6-е         | 3.39,67   |
| 2007 | Чемпионат мира                           | Осака, Япония          | эстафета 4×400 м | 14-е (заб.) | 3.35,69   |
| 2008 | Чемпионат мира в помещении               | Валенсия, Испания      | эстафета 4×400 м | 5-е         | 3.36,79   |
| 2008 | Чемпионат мира среди юниоров             | Быдгощ, Польша         | 800 м            | 1-е         | 2.00,06   |
| 2008 | Чемпионат мира среди юниоров             | Быдгощ, Польша         | эстафета 4×400 м | 11-е (заб.) | 3.41,39   |
| 2009 | Чемпионат Европы в помещении             | Турин, Италия          | 800 м            | 10-е (1/2)  | 2.06,93   |
| 2009 | Чемпионат Европы среди юниоров           | Нови-Сад, Сербия       | 800 м            | 1-е         | 2.04,12   |
| 2009 | Чемпионат мира                           | Берлин, Германия       | 800 м            | 26-е (заб.) | 2.04,49   |
| 2010 | Чемпионат мира среди юниоров             | Монктон, Канада        | 800 м            | 1-е         | 2.01,85   |
| 2010 | Чемпионат мира среди юниоров             | Монктон, Канада        | эстафета 4×400 м | — (заб.)    | DQ        |
| 2010 | Чемпионат Европы                         | Барселона, Испания     | эстафета 4×400 м | 7-е         | 3.29,75   |
| 2010 | Чемпионат Европы по кроссу среди юниоров | Албуфейра, Португалия  | кросс 3,97 км    | 14-е        | 13.34     |
| 2011 | Чемпионат Европы в помещении             | Париж, Франция         | 800 м            | — (заб.)    | DNF       |
| 2011 | Чемпионат Европы среди молодёжи          | Острава, Чехия         | 800 м            | 7-е         | 2.12,99   |
| 2011 | Чемпионат Европы среди молодёжи          | Острава, Чехия         | эстафета 4×400 м | 5-е         | 3.36,76   |
| 2012 | Чемпионат мира в помещении               | Стамбул, Турция        | эстафета 4×400 м | 4-е         | 3.33,41   |
| 2012 | Чемпионат Европы                         | Хельсинки, Финляндия   | 800 м            | 18-е (заб.) | 2.11,61   |
| 2012 | Чемпионат Европы                         | Хельсинки, Финляндия   | эстафета 4×400 м | 7-е         | 3.29,80   |
| 2012 | Олимпийские игры                         | Лондон, Великобритания | 800 м            | 12-е (1/2)  | 2.00,46   |
| 2013 | Чемпионат Европы среди молодёжи          | Тампере, Финляндия     | 400 м            | 2-е         | 52,06     |
| 2013 | Чемпионат Европы среди молодёжи          | Тампере, Финляндия     | 800 м            | 1-е         | 2.01,56   |
| 2013 | Чемпионат Европы среди молодёжи          | Тампере, Финляндия     | эстафета 4×400 м | 2-е         | 3.30,28   |
| 2013 | Чемпионат мира                           | Москва, Россия         | 800 м            | 30-е (заб.) | 2.10,37   |
| 2013 | Чемпионат мира                           | Москва, Россия         | эстафета 4×400 м | 6-е         | 3.28,40   |
| 2014 | Чемпионат Европы                         | Цюрих, Швейцария       | 800 м            | 8-е         | 2.09,25   |
| 2016 | Чемпионат мира в помещении               | Портленд, США          | эстафета 4×400 м | 3-е         | 3.31,51   |